# Formtool Engineering
Formtool Engineering Limited war ein neuseeländischer Hersteller von Automobilen.

## Unternehmensgeschichte
Das Unternehmen aus Auckland begann 1997 unter Leitung von Stephen Beattie mit der Produktion von Automobilen. Der Markenname lautete Beattie. 2001 endete die Produktion.

## Fahrzeuge
Im Angebot stand ein Rennsportwagen mit Straßenzulassung. Es ähnelte den Sportwagen von Lola Cars und Lotus Cars der späten 1960er Jahre. Ein Gitterrahmen aus Rohren mit 214 cm Radstand bildete die Basis. Darauf wurde eine Karosserie aus glasfaserverstärktem Kunststoff montiert. Die Hinterradaufhängung kam vom Ford Escort. Für den Antrieb standen zwei verschiedene Vierzylindermotoren zur Auswahl. Der Motor vom Ford Cortina mit obenliegender Nockenwelle leistete 132 kW (180 PS) aus 2000 cm³ Hubraum, der Motor von Toyota leistete 147 kW (200 PS) aus dem gleichen Hubraum.